# Piia
Piia ist ein weiblicher Vorname.

## Herkunft und Bedeutung
Der Name ist die finnische und estnische Form von Pia.

## Bekannte Namensträgerinnen
- Piia-Noora Kauppi (* 1975), finnische Politikerin
- Piia Korhonen (* 1997), finnische Volleyballspielerin
- Piia Venäläinen (* 1970), finnische Biathletin